# روابط ارمنستان و اسپانیا
روابط ارمنستان و اسپانیا روابط دوجانبه بین ارمنستان و اسپانیا است. اهمیت روابط بر تاریخ مهاجرت ارمنی‌ها به اسپانیا متمرکز است. تقریباً ۴۰۰۰۰ ارمنی و فرزندان آنها در اسپانیا زندگی می‌کنند. هر دو کشور عضو شورای اروپا و سازمان امنیت و همکاری اروپا هستند.

## تاریخچه

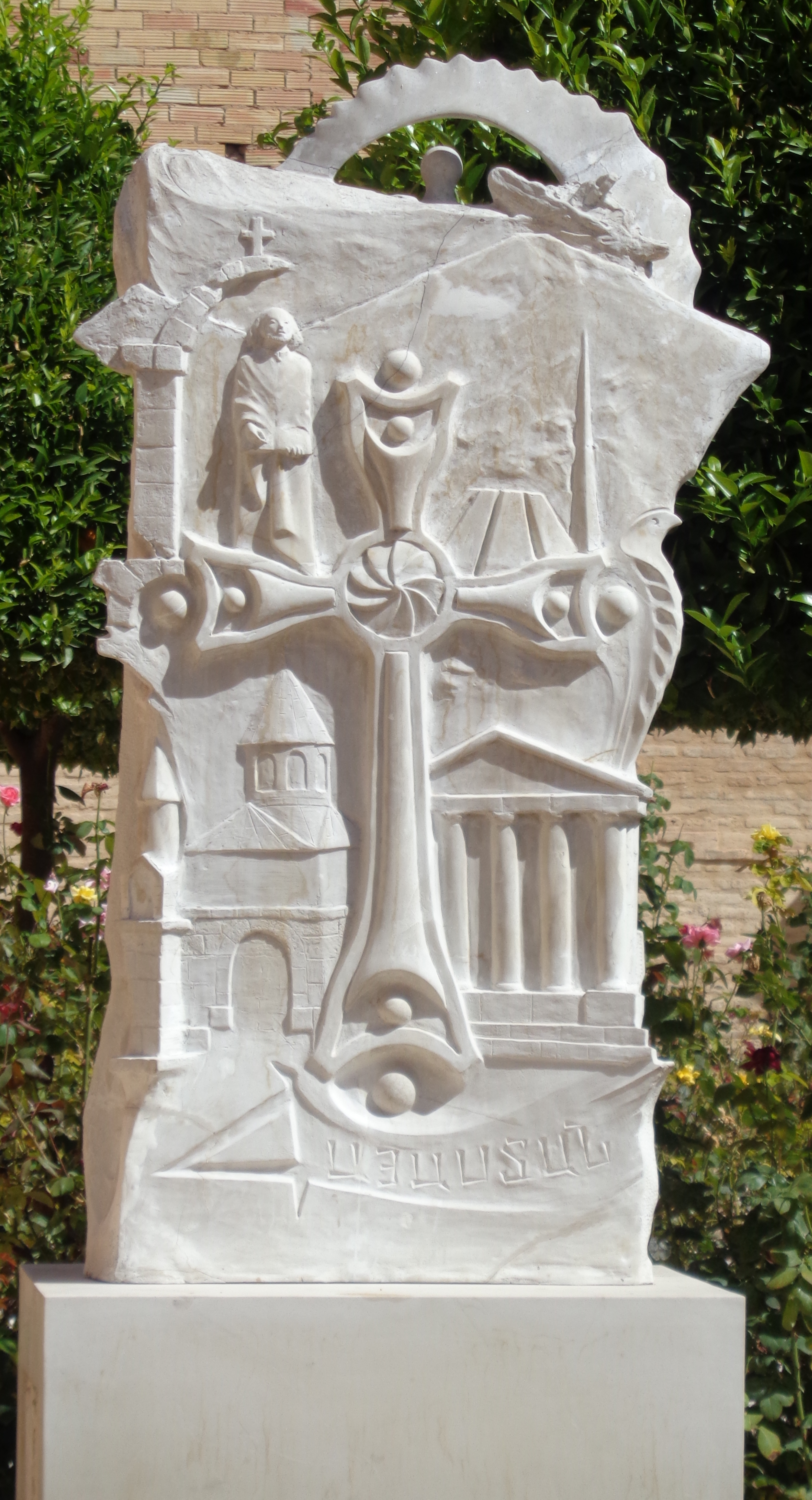
بنای یادبود نسل‌کشی ارمنی‌ها در میسلاتا.

اولین تماس اولیه بین ارمنستان و اسپانیا در سال ۱۳۸۲ رخ داد، زمانی که لئو پنجم، پادشاه برکنار شده از پادشاهی ارمنی کیلیکیا، به اسپانیا آمد تا از پادشاه اسپانیا، خوآن یکم، پادشاه کاستیا، کمک بگیرد تا پادشاهی خود را بازپس گیرد. در اسپانیا، لئو پنجم عنوان «لرد مادرید» را دریافت کرد و تا سال ۱۳۹۰ که خوآن یکم درگذشت، در اسپانیا ماند. در طول قرن‌ها، ارمنی‌ها به‌دلیل فرار از جنگ و ناامنی‌ها در کشور خود به اسپانیا رسیدند. برخی از ارمنی‌ها در دوران اکتشافات برای اسپانیا در اواخر قرن ۱۴۰۰ و اوایل قرن ۱۵۰۰ شرکت کردند.
در طول نسل‌کشی ارمنی‌ها در سال ۱۹۱۵، اکثر ارمنی‌ها به اسپانیا سفر نکردند، بلکه به فرانسه یا سرزمین‌های اسپانیایی سابق آرژانتین و اروگوئه رفتند. در ۲۶ دسامبر ۱۹۹۱، ارمنستان پس از فروپاشی اتحاد جماهیر شوروی استقلال خود را به دست آورد. در ۲۷ می ۱۹۹۲، ارمنستان و اسپانیا روابط دیپلماتیک برقرار کردند.

## دوران کنونی
روابط دوجانبه می‌تواند به‌عنوان عالی در نظر گرفته شود، اما همچنان محدود است. از زمان استقلال، بیش از ۲۰۰۰۰ ارمنی به اسپانیا مهاجرت کرده‌اند. در سال ۲۰۰۳، اسپانیا یک کنسولگری افتخاری در ایروان افتتاح کرد. در اوت ۲۰۱۰، ارمنستان یک سفارت مقیم در مادرید افتتاح کرد. در سال‌های اخیر، بسیاری از شهرهای اسپانیا و شش جامعه خودمختار اسپانیا (آراگون، جزایر بالئاری، کشور باسک، کاتالونیا، لاریوخا و ناوارا) نسل‌کشی ارمنی‌ها را به رسمیت شناخته‌اند. در سال ۲۰۱۰، یک یادبود در میسلاتا، والنسیا، به عنوان اولین بنای یادبود برای بزرگداشت نسل‌کشی ارمنی‌ها در اسپانیا ساخته شد.

### بازدیدها
بازدیدهای سطح بالا از ارمنستان به اسپانیا
- وزیر امور خارجه میگل آنجل موراتینوس (ژوئن ۲۰۰۷ و مارس ۲۰۱۰)
- وزیر امور خارجه خوزه مانوئل گارسیا مارگالو (آوریل ۲۰۱۴)

بازدیدهای سطح بالا از اسپانیا به ارمنستان
- وزیر امور خارجه وارطان اسکانیان (نوامبر ۲۰۰۰ و نوامبر ۲۰۰۷)
- وزیر امور خارجه ادوارد نالبندیان (مه و دسامبر ۲۰۱۰، ژوئن ۲۰۱۳)

## توافقات
هر دو کشور چندین توافق‌نامه دوجانبه از جمله توافق‌نامه ترویج و حفاظت متقابل سرمایه‌گذاری‌ها (۱۹۹۰)، توافق‌نامه حمل و نقل بین‌المللی جاده‌ای (۲۰۰۰)، توافق‌نامه جلوگیری از مالیات مضاعف و فرار مالیاتی (۲۰۱۰)، توافق‌نامه همکاری فرهنگی، آموزشی و علمی (۲۰۱۳) امضا کرده‌اند.

## تجارت
در سال ۲۰۱۵، حجم تجارت بین ارمنستان و اسپانیا به ۵۵٫۸ میلیون یورو رسید. این رقم نشان‌دهنده روابط تجاری رو به رشد بین دو کشور است و به‌ویژه در زمینه صادرات و واردات کالاها قابل توجه است. عمده صادرات ارمنستان به اسپانیا عبارتند از: سنگ معدن، سرباره و خاکستر. صادرات اصلی اسپانیا به ارمنستان عبارتند از: محصولات سرامیکی، میوه و سبزیجات کنسرو شده، عطر، لاستیک و گوشت.

### صادرات اصلی ارمنستان به اسپانیا
کانی: ارمنستان به عنوان کشوری غنی از منابع طبیعی، کانی‌های مختلفی را به اسپانیا صادر می‌کند که شامل مواد معدنی و فلزی است.
سرباره و خاکستر: این محصولات نیز بخشی از صادرات ارمنستان به اسپانیا را تشکیل می‌دهند و در صنایع مختلف مورد استفاده قرار می‌گیرند.

### صادرات اصلی اسپانیا به ارمنستان
محصولات سرامیکی: اسپانیا به خاطر کیفیت بالای محصولات سرامیکی خود شناخته شده است و این محصولات به عنوان یکی از صادرات اصلی به ارمنستان به‌شمار می‌روند.
میوه و سبزیجات کنسرو شده: این محصولات به دلیل طعم و کیفیت عالی، در بازار ارمنستان محبوبیت دارند.
عطر: عطرهای اسپانیایی با برندهای مشهور خود، در ارمنستان طرفداران زیادی دارند و به عنوان کالایی لوکس شناخته می‌شوند.
لاستیک: محصولات لاستیکی نیز از جمله کالاهای صادراتی اسپانیا به ارمنستان هستند که در صنایع مختلف استفاده می‌شوند.
گوشت: صادرات گوشت از اسپانیا به ارمنستان به دلیل کیفیت بالا و تنوع محصولات، مورد توجه قرار گرفته است.
این روابط تجاری نه تنها به تقویت اقتصاد دو کشور کمک می‌کند، بلکه زمینه‌ساز همکاری‌های بیشتر در زمینه‌های دیگر نیز خواهد بود.

## نمایندگی‌ها
ارمنستان در مادرید سفارت دارد. اسپانیا از طریق سفارت خود در مسکو، روسیه به ارمنستان اعتبارنامه دارد و همچنین یک کنسولگری افتخاری در ایروان، پایتخت ارمنستان نگه می‌دارد.[۱]
اسپانیا از طریق سفارت خود در مسکو، روسیه به ارمنستان اعتبارنامه دارد و همچنین یک کنسولگری افتخاری در ایروان، پایتخت ارمنستان نگه می‌دارد.[۱]